# Ганнівка (Великоандрусівська сільська громада)
Га́ннівка — село в Україні, у Великоандрусівській сільській громаді Олександрійського району Кіровоградської області. Населення становить 23 осіб.

## Населення
Згідно з переписом УРСР 1989 року чисельність наявного населення села становила 49 осіб, з яких 21 чоловік та 28 жінок.
За переписом населення України 2001 року в селі мешкали 22 особи. 100 % населення вказало своєю рідною мовою українську мову.